# Aporcelaimus spiralis
Aporcelaimus spiralis is een rondwormensoort uit de familie van de Dorylaimidae.